# Голод Наум Павлович
Наум Павлович Голод (27 листопада [9 грудня] 1891, село Скородне Мінської губернії, тепер Мозирського району Гомельської області, Республіка Білорусь — розстріляний 27 вересня 1938) — український радянський діяч, відповідальний секретар Маріупольського окружного комітету КП(б)У, секретар ЦК КП(б)У з постачання (в липні 1932 — червні 1933 р.). Кандидат у члени Центральної Контрольної Комісії КП(б)У в грудні 1925 — листопаді 1927 р. Член ЦК КП(б)У в листопаді 1927 — січні 1934 р. Член Організаційного бюро ЦК КП(б)У в червні 1930 — червні 1933 р. Кандидат у члени Секретаріату ЦК КП(б)У в червні 1930 — липні 1932 р.

## Біографія
Народився в єврейській родині. З дванадцятирічного віку поступив учнем у друкарню, працював палітурником на поліграфічних підприємствах. З 1907 року брав активну участь у роботі революційних гуртків в Києві.
Член РСДРП(б) з 1909 року.
У 1911 році був заарештований та після шестимісячного ув'язнення засланий до міста Катеринослава під нагляд поліції. У 1912 році знову заарештований та висланий у Вологодську губернію. Повернувшись із заслання, працював у київській підпільній партійній організації. У 1915 році заарештований та висланий у Іркутську губернію. Після Лютневої революції 1917 року повернувся до Києва із заслання.
З 1917 року — на партійній роботі в Києві, потім на Південно-Західному фронті. У серпні 1918 — лютому 1919 року — на підпільній роботі в Києві.
У 1919 році — секретар Київського губернського комітету КП(б)У. У 1919—1920 роках — на політичній роботі в Червоній армії, брав участь у бойових діях проти російських військ генерала Денікіна та польських військ.
З 1920 року — на партійній роботі в Київському губернському комітеті КП(б)У, Овруцькому повітовому комітеті КП(б)У.
У 1922—1925 роках — слухач Комуністичного університету імені Свердлова у Москві.
У 1925—1927 роках — відповідальний інструктор ЦК КП(б)У.
У 1927—1929 роках — відповідальний секретар Маріупольського окружного комітету КП(б)У на Донбасі.
У січні 1930 — липні 1932 року — завідувач Організаційно-інструкторського відділу ЦК КП(б)У.
У липні 1932 — 11 червня 1933 року — секретар ЦК КП(б) України з постачання.
З 1934 року — уповноважений Центральної Контрольної Комісії ВКП(б) по Середній Азії. Потім — на партійній роботі в Узбецькій РСР.
До 1936 року — начальник Політичного відділу Західної залізниці. У 1936 — травні 1937 року — начальник Політичного відділу Московсько-Київської залізниці у місті Калузі. Потім — керівник групи партійної роботи на заводах Народного комісаріату шляхів СРСР.
4 грудня 1937 року заарештований органами НКВС. Розстріляний. Посмертно реабілітований.

## Нагороди
- орден Трудового Червоного Прапора (4.04.1936)